# Amlai
Amlai è una suddivisione dell'India, classificata come census town, di 30.292 abitanti, situata nel distretto di Shahdol, nello stato federato del Madhya Pradesh. In base al numero di abitanti la città rientra nella classe III (da 20.000 a 49.999 persone).

## Geografia fisica
La città è situata a 23° 12' 48 N e 81° 35' 26 E.

## Società

### Evoluzione demografica
Al censimento del 2001 la popolazione di Amlai assommava a 30.292 persone, delle quali 15.955 maschi e 14.337 femmine. I bambini di età inferiore o uguale ai sei anni assommavano a 4.563, dei quali 2.279 maschi e 2.284 femmine. Infine, coloro che erano in grado di saper almeno leggere e scrivere erano 19.610, dei quali 11.873 maschi e 7.737 femmine.